# Пјађо P.2
Пјађо P.2 (итал. Piaggio P.2) је италијански ловачки авион. Авион је први пут полетео 1923. године. 

Највећа брзина у хоризонталном лету је износила 233 km/h. Размах крила је био 10,5 метара а дужина 7,00 метара. Маса празног авиона је износила 867 килограма, а нормална полетна маса 1182 kg. Био је наоружан са два синхронизована митраљеза Викерс калибра 7,7 mm.

## Наоружање
| Наоружање авиона: Пјађо        |     |
| Ватрено (стрељачко) наоружање  |     |
| Топ                            |     |
| Митраљез                       |     |
| Број и ознака митраљеза        | 2   |
| Калибар                        | 7,7 |
| Бомбардерско наоружање (бомбе) |     |
| Ракетно наоружање (ракете)     |     |